# POSIX

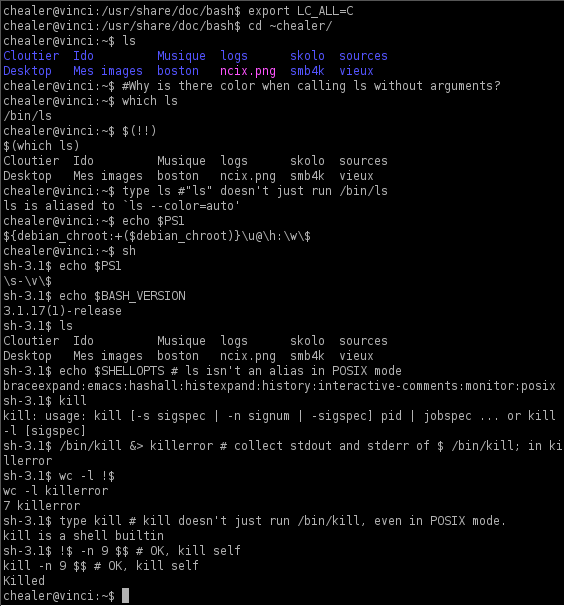
Iniciando uma sessão em modo POSIX a partir de uma shell

POSIX (um acrônimo para: Portable Operating System Interface, que pode ser traduzido como Interface Portável entre Sistemas Operativos) é uma família de normas definidas pelo IEEE para a manutenção de compatibilidade entre sistemas operacionais (sistemas operativos em PT-PT), e designada formalmente por IEEE 1003. POSIX define a interface de programação de aplicações (API), juntamente com shells de linha e comando e interfaces utilitárias, para compatibilidade de software com variantes de Unix e outros sistemas operacionais.
Tem como objetivo garantir a portabilidade do código-fonte de um programa a partir de um sistema operacional que atenda às normas POSIX para outro sistema POSIX, desta forma as regras atuam como uma interface entre sistemas operacionais distintos.

## Nome
A designação internacional da norma é ISO/IEC 9945.
A normalização das especificações POSIX surgiu de um projecto, iniciado por volta de 1985, que tinha como objectivo normalizar a API (ou interface de programação de aplicativos) para software desenhado para correr em variantes do sistema operativo (ou sistema operacional, no Brasil) UNIX.
O termo POSIX foi sugerido por Richard Stallman em resposta a um pedido da IEEE de um nome fácil de lembrar.
É uma sigla aproximada de Portable Operating System Interface, com o X a representar a herança que a interface de programação de aplicações tem do sistema UNIX.
A norma POSIX especifica as interfaces do utilizador e do software ao sistema operativo em 15 documentos diferentes.
A linha de comando e interface de comandos padrão é a Korn Shell.
Outros programas de nível de usuário, serviços e utilitários incluem, entre centenas de aplicações, awk, echo e ed.
Os serviços de nível de programa necessários incluem serviços de entrada/saída (ficheiro, terminal e internet) básicos.
Atualmente a sua documentação é dividida em 3 partes:
- APIs POSIX do Núcleo que inclui:
  - Extensões para o POSIX.1,
  - Serviços de tempo real,
  - Interfaces com threads,
  - Extensões de tempo real,
  - Interface segura,
  - Acesso a arquivos via rede e
  - Comunicações entre processos via rede
- Comandos e utilitários POSIX
  - Com extensões de portabilidade para o usuário,
  - Correções e utilidades de proteção e
  - Controle para utilidades do sistema Batch
- Teste de adequação POSIX

Um pacote de teste da norma POSIX acompanha a documentação da norma. É designada por POSIX Conformance Test Suite (PCTS).
Como a IEEE tem vindo a cobrar somas avultadas pela documentação da norma POSIX e não permite a publicação online das normas, tem havido uma tendência para adopção da "Single UNIX Specification", da responsabilidade do Open Group, que é aberta, aceita contribuições de todos e encontra-se disponível na Internet.
Apesar de terem sido feitas para sistemas Unix, os padrões POSIX podem ser aplicados a qualquer sistema operacional.Para sistemas Linux, várias extensões e normalizações de facto são providenciadas pela Linux Standard Base.

## Versões
- POSIX.1, Serviços de núcleo (incorpora o padrão ANSI C)
  - Criação e controle de processos
  - Signals[3]
  - Exceções de Ponto Flutuante
  - Violações de Segmentação
  - Instruções Ilegais
  - Erros de Barramento
  - Timers
  - Operações com Arquivos e Diretórios
  - Pipes
  - Biblioteca padrão do C
  - I/O Controle e Interface de Portas
- POSIX.1b, Real-time extensions
  - Scheduling de Prioridade
  - Signals de Tempo-real
  - Clocks e Timers
  - Semáforos
  - Passagem de Mensagens
  - Memória Compartilhada
  - E/S Assícronas e Síncronas
  - Bloqueamento(Locking) de Memória
- POSIX.1c, Threads extensions
  - Criação, Controle e Limpeza de Threads
  - Scheduling de Threads
  - Sincronização de Threads
  - Manipulação de Signals